# Kittane, Hassan
Kittane là một làng thuộc tehsil Hassan, huyện Hassan, bang Karnataka, Ấn Độ.